# Лепнева, Софья Григорьевна
Со́фья Григо́рьевна Ле́пнева (15 апреля 1883, Воронеж — 8 октября 1966) — советский энтомолог и гидробиолог, один из крупнейших специалистов по биологии и систематике ручейников, доктор биологических наук (1945).

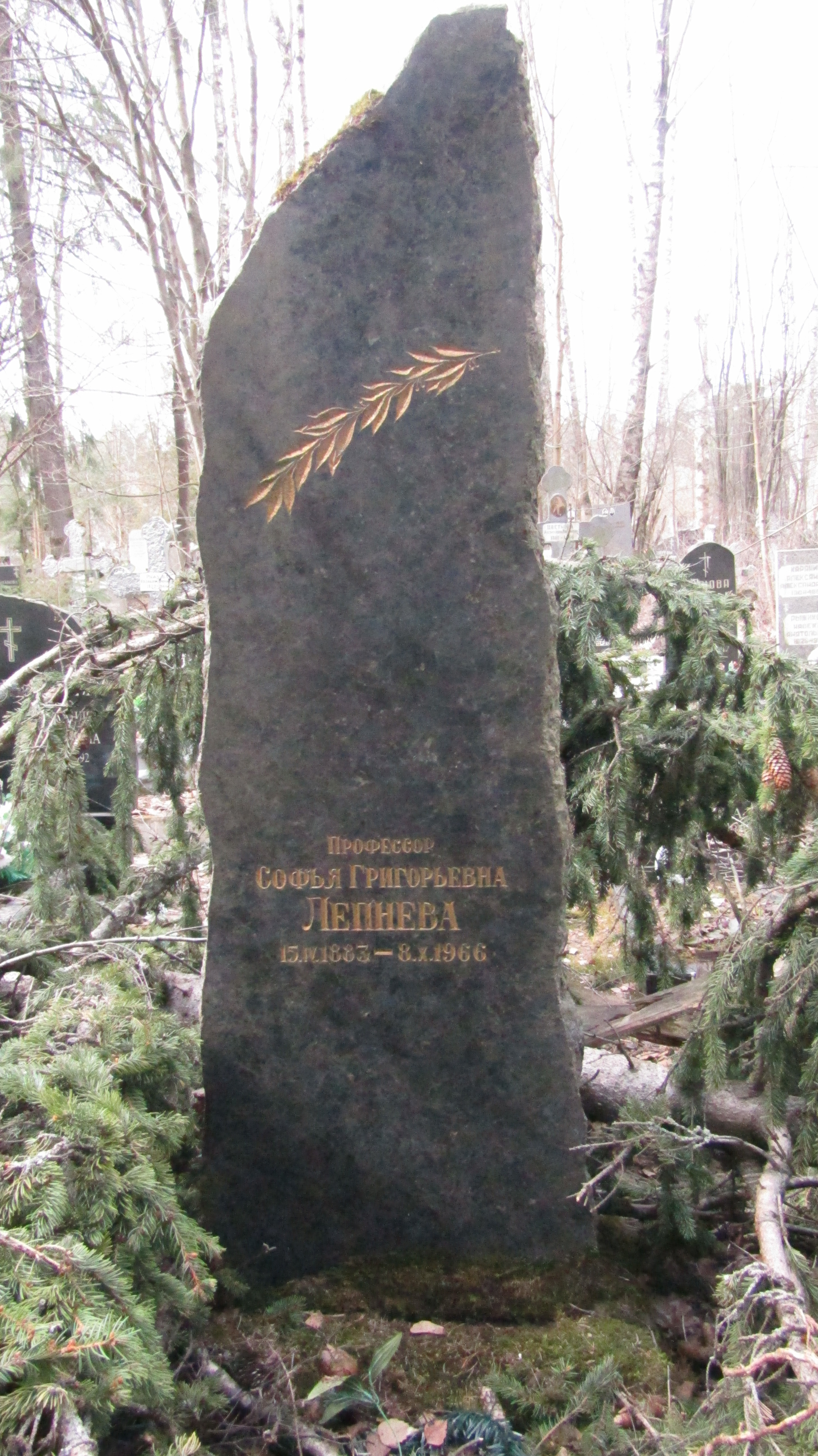
Могила Лепневой С.Г. на Северном кладбище, СПб

## Биография
Родилась 15 апреля 1883 года в Воронеже. В школьные годы переписывалась с профессором Дмитрием Никифоровичем Кайгородовым и занялась под его влиянием изучением флоры. Окончив в 1907 году Московские высшие женские курсы, работала учителем. Летом 1920 года проводила исследования на Волжской биологической станции, руководителем которой был Арвид Либорьевич Бенинг. В 1920—1922 годах заведовала кафедрой зоологии Ярославского педагогического института. В 1921—1924 годах по приглашению Глеба Юрьевича Верещагина и Виктора Григорьевича Глушкова принимает участие в работе Олонецкой научной экспедиции, которая была организована Гидрологическим институтом. С 1922 года была зачислена в штат института. По совместительству вела занятия по гидробиологии со студентами Ленинградского рыбохозяйственного техникума. В 1928 году Лепнева стала начальником комплексной экспедиции на Телецкое озеро, где проводила исследования до 1934 года. В 1945 году защитила докторскую диссертацию по фауне Телецкого озера. С 1936 года и до конца жизни работала в Зоологическом институте, заведовала отделением сетчатокрылых. В годы Великой Отечественной войны находилась в эвакуации в Таджикистане. В 1953 году организовала экспедицию на Кавказ. Умерла 8 октября 1966 года. Похоронена на Северном кладбище Санкт-Петербурга.

## Научная деятельность
Научные интересы Лепневой связаны с изучением бентоса пресноводных водоёмов. Исследовала донную фауну Европейской части СССР, Средней Азии, Кавказе, Сибири и на Алтае. Являлась крупнейшим специалистом по ручейникам. Провела ревизию фауны и систематики ручейников СССР. Выявила значение личинок для установления родственных связей и направлений эволюции отряда.

### Виды, описанные Лепневой
- Philocrena Lepneva, 1956[4]
- Philocrena trialetica Lepneva, 1956[4]
- Rhyacophila bacurianica Lepneva, 1961[5]

## Публикации
Опубликовала около 100 научных работ, в том числе два тома из серии «Фауна СССР» и несколько глав в «Жизни пресных вод СССР» (1950) и «Животном мире СССР»:
- Лепнева С. Г. Очерки из жизни пресных вод : Руководство для экскурсий по водоемам окрестностей г. Ярославля / Ред. Г. Ю. Верещагин. — Ярославль: Типография К.Ф. Некрасова, 1916. — 175 с.
- Лепнева С. Г. Личинки ручейников Олонецкого края / Ред. Г. Ю. Верещагин. — Л.: Типография Государственного гидрологического института, 1928. — 125 с.
- Lepneva S. G. Einige Ergebnisse der Erforschung des Teleckoje-Sees (нем.) // Archiv für Hydrobiologie. — 1931. — Bd. 23, Nr. 4. — S. 101—116. — ISSN 0003-9136.
- Павловский Е. Н., Лепнева С. Г. Очерки из жизни пресноводных животных : Руководство к экскурсионному и лабораторному изучению животного мира пресных вод : Допущ. М-вом образования СССР в качестве учеб. пособия для биол. фак. ун-тов. — М.—Л.: Наука, 1948. — 459 с.
- Лепнева С. Г. К вопросу об экологической классификации ручейников текучих вод // Энтомологическое обозрение. — 1949. — Т. 30, № 3 и 4. — С. 253—265. — ISSN 0367-1445.
- Лепнева С. Г. Личинки и куколки Подотряда Кольчатощупиковых (Annulipalpia) // Фауна СССР. Ручейники. — М.—Л.: Издательство АН СССР, 1964. — Т. 2, вып. 1. — 565 с. — (Новая серия № 88).
- Лепнева С. Г. Личинки и куколки Подотряда Цельнощупиковых (Integripalpia) // Фауна СССР. Ручейники. — М.—Л.: Издательство АН СССР, 1966. — Т. 2, вып. 2. — 564 с. — (Новая серия № 95).
- Лепнева С. Г. О названиях надсемейств в отряде ручейников (Trichoptera) // Энтомологическое обозрение. — 1966. — Т. 45, № 4. — С. 860—861. — ISSN 0367-1445.